# Middletown, Delaware
Middletown är en kommun i New Castle County i delstaten Delaware, USA som år 2010 hade 18 871 invånare. Den har enligt United States Census Bureau en area på totalt 16,6 km², allt är land.